# Chevrolet Tahoe
Chevrolet Tahoe (і схожий на нього GMC Yukon) — повнорозмірний позашляховик американської компанії General Motors. Chevrolet та GMC продавали різні за розмірами позашляховики під назвою Blazer / Jimmy аж до початку 1990-х. Пізніше повнорозмірний Jimmy був перейменований GMC в Yukon. Chevrolet в 1994 році запустив у виробництво чотиридверну версію, після чого перейменував S-10 Blazer в просто Blazer, а повнорозмірну версію назвав Tahoe. Обидві моделі також мають модифікації з подовженою колісною базою. Для Chevrolet це — Suburban, а для Yukon — Yukon XL. У 1998 році в лінійці Yukon з'являється люкс версія — Yukon Denali.
Позашляховик в основі має рамну конструкцію. Двигун розташований подовжньо.

## GMT400 (1995—1999)

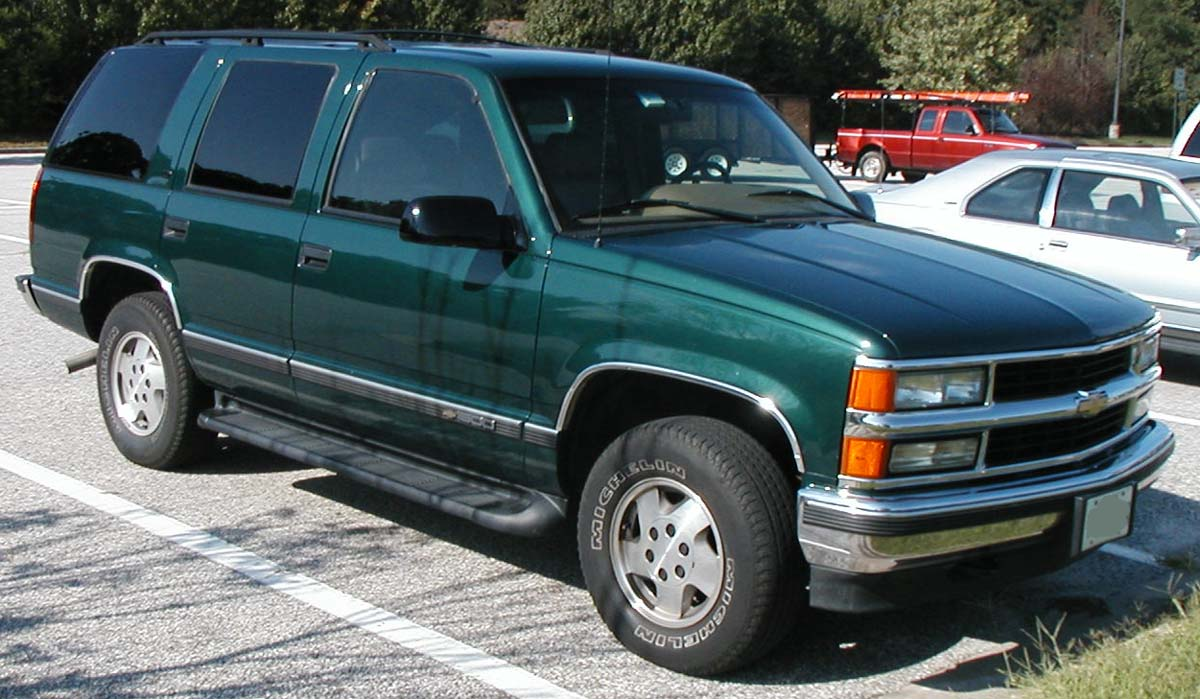
Chevrolet Tahoe 1 5d

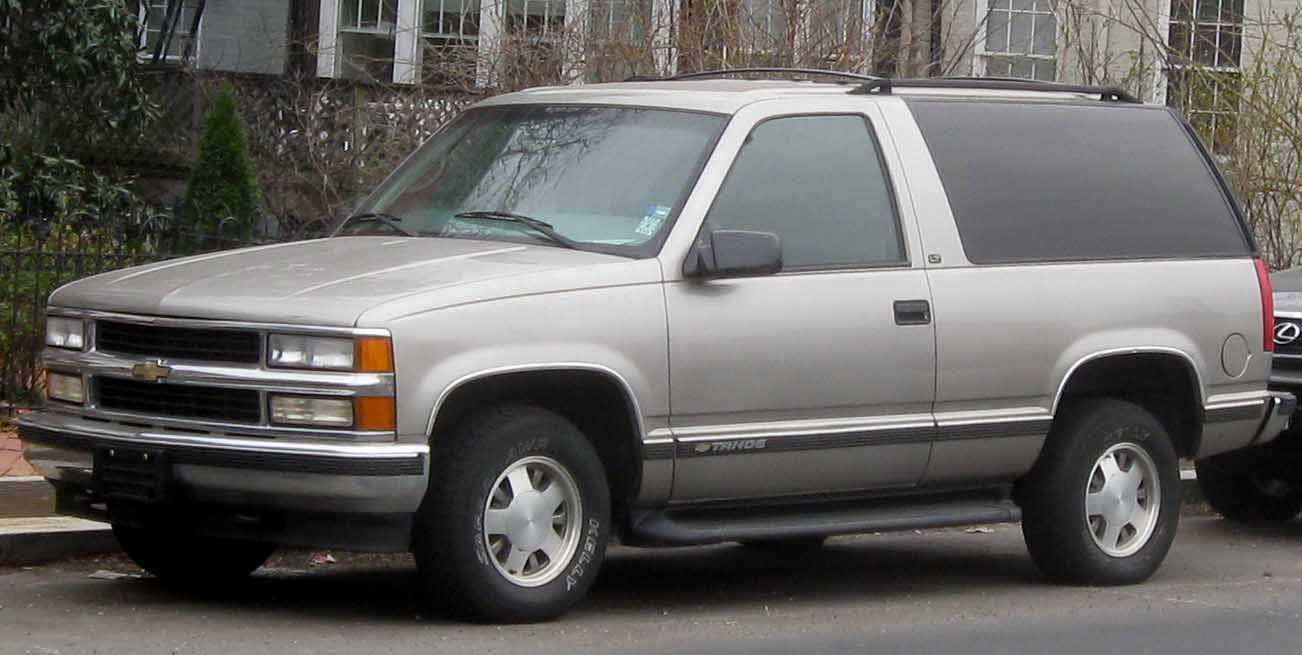
Chevrolet Tahoe 1 3d

Перше покоління позашляховика Chevrolet Tahoe, що з'явилося в 1995 році, являло собою не що інше, як перелицьований GMC Yukon, який представили в 1992-му. Побудований Tahoe був на платформі GMT 400 (2985 мм колісної бази) і допускав використання задньо- або повнопривідний трансмісії. Існують модифікації, де постійний привід на задні колеса, а на передні — підключається за допомогою кнопок (на перших випусках — важелем) в салоні. Якщо повний привід включається вручну, користуватися ним можна тільки на слизьких ділянках, інакше трансмісія швидко вийде з ладу. Пізніше Tahoe стали оснащуватися трансмісією, в якій передній міст автоматично підключався за допомогою електроніки при пробуксовці задніх коліс.
У позашляховика передня підвіска незалежна, а задня — залежна з цільною балкою моста на ресорах.
У різний час на позашляховик ставилися бензинові двигуни V8 TBI 5,7 (200 к.с.), Vortec V8 5.7 (255 к.с.) і турбодизель Detroit Diesel V8 (180 к.с.). У парі з ними працювали чотирьохдіапазонні АКПП і п'ятиступінчаста МКПП виробництва GM. Виробництво автомобілів першої генерації заводи в США і Мексиці припинили в 1999 році.

### Двигуни
- 4.1 л Chevrolet I6
- 5.7 л 350 TBI V8
- 5.7 л Vortec 5700 V8
- 4.2 л MWM Sprint Turbo Diesel
- 6.5 л Turbo Detroit Diesel V8

## GMT800 (2000—2006)

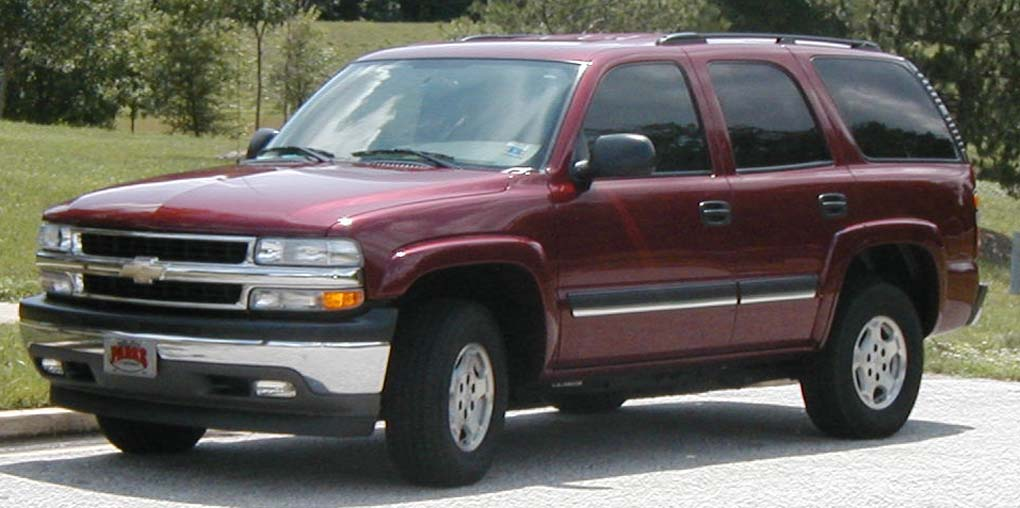
Chevrolet Tahoe 2

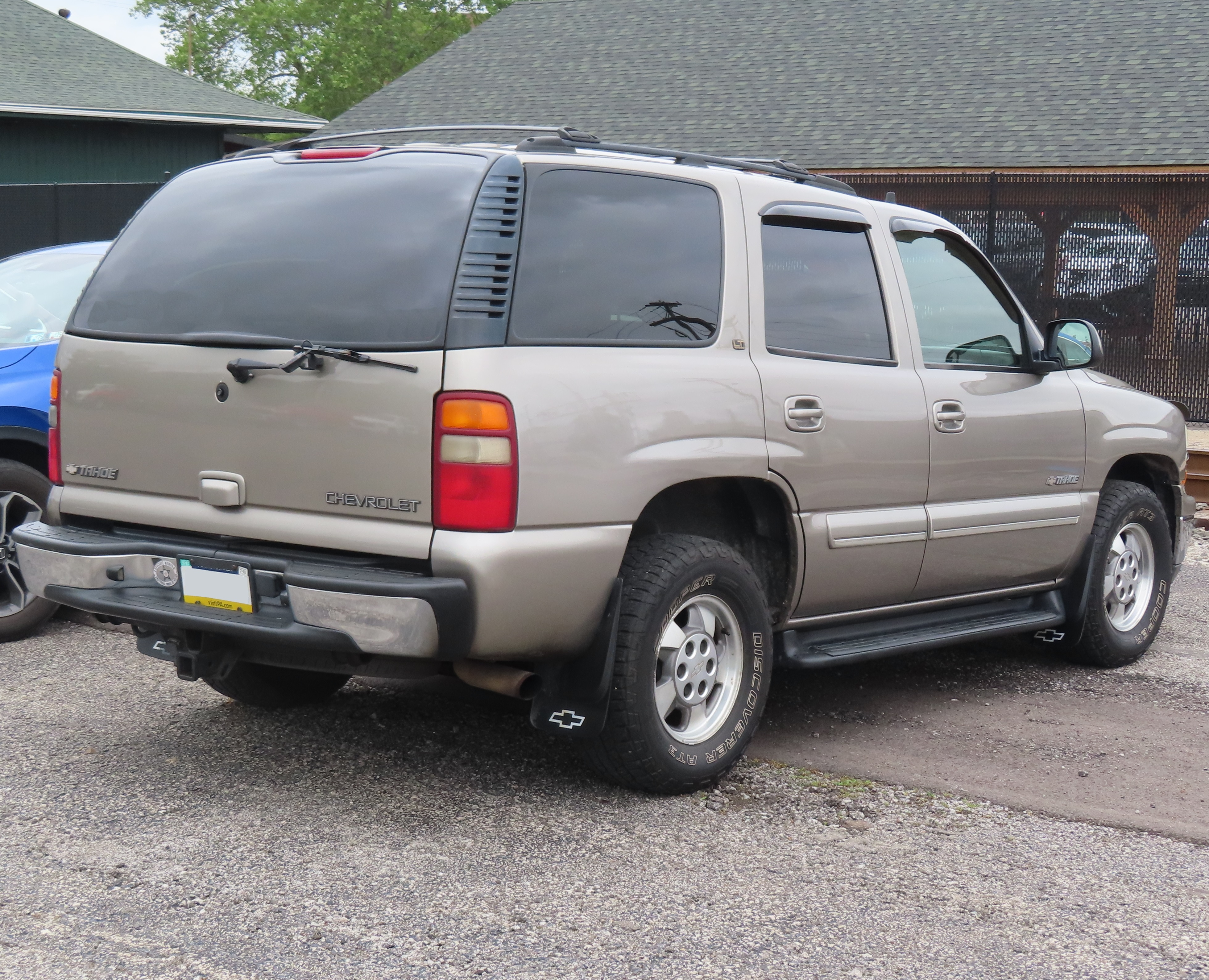
Chevrolet Tahoe 2

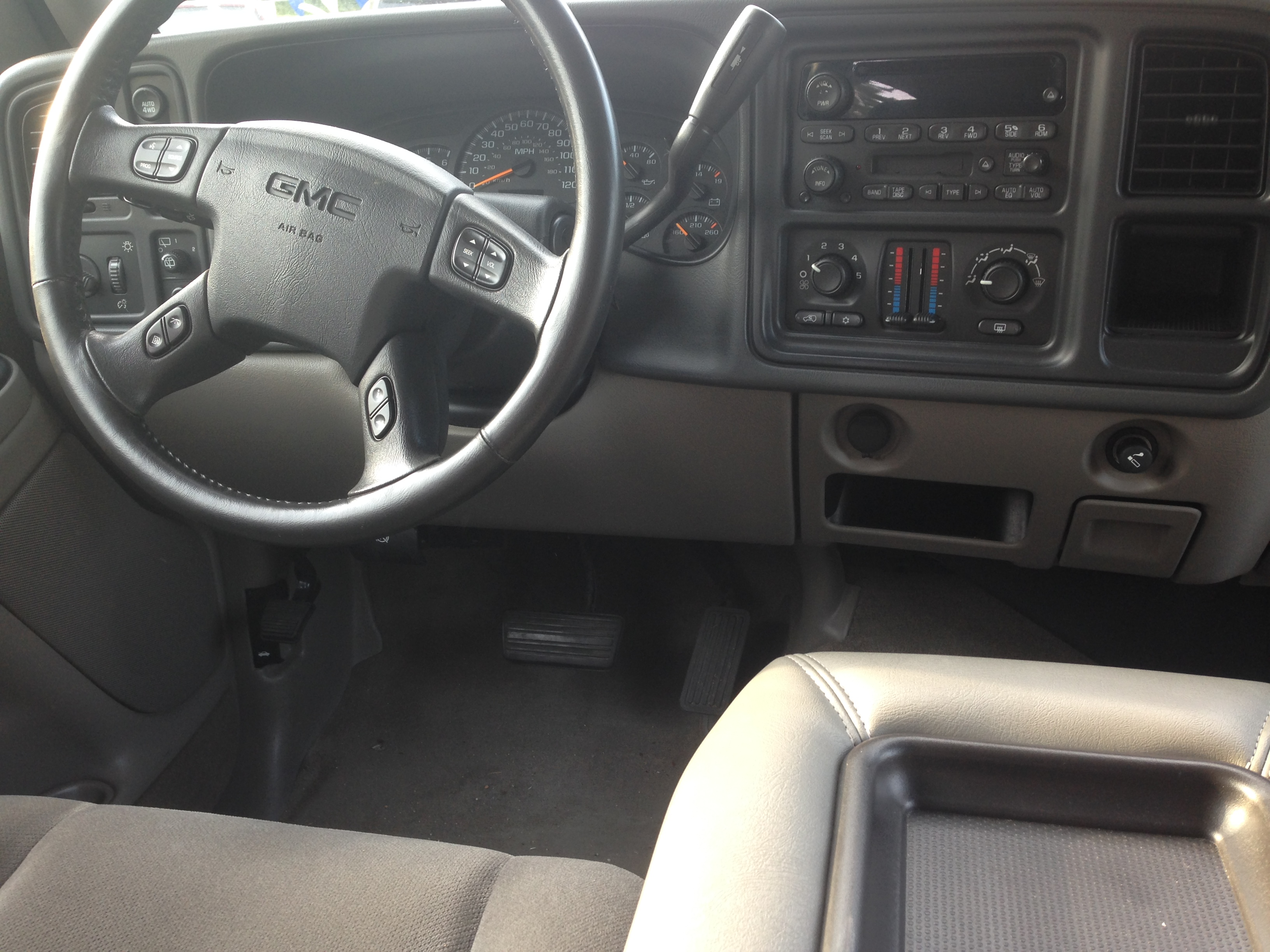

В 2000 році представлено друге покоління Chevrolet Tahoe зробленого на платформі GMT 800 (база — 2946 мм). Автомобіль комплектувалися бензиновими двигунами 4,8 л Vortec потужністю 275 к.с. та 5,3 Vortec 285 к.с.
На автомобілі встановлена запатентована General Motors система Autotrac 4х4, яка являє собою керовану комп'ютером роздавальну коробку. Autotrac 4х4 дозволить простим натисканням кнопки вибирати одне з п'яти режимів трансмісії — A4WD, 4 HI, 4LO, 2HI, а також режим Neutral.
Режим 2Hi використовується в нормальних дорожніх умовах. Цей режим забезпечує економію пального, відключаючи передній міст.
Режим AUTO 4WD — автоматично підключається повний привід — підходить для їзди по дорогах зі змішаним покриттям. При прослизанні задніх коліс система в лічені секунди в автоматичному режимі підключає повний привід і відключає його, коли того не вимагають дорожні умови.
Режим 4Hi — постійний повний привід — використовується в умовах снігових заметів, ожеледиці та інших складних ситуаціях. Цей режим аналогічний режиму із заблокованим міжосьовим диференціалом.
Режим 4Lo використовується у важких дорожніх умовах — при русі по глибокому снігу, бруду, на крутих схилах і піску. Перехід в режим 4Lo вимагає зупинки автомобіля і лише потім перекладу трансмісії в цей режим.
Режим Neutral дозволяє власникам Tahoe в разі необхідності буксирувати автомобіль без ризику пошкодження трансмісії. Це один з небагатьох автомобілів з автоматичною коробкою передач, на якому пропонується дана опція.
В 2004 році відбулось незначне оновлення моделі в результаті чого обидва двигуни додали по десять к.с.

### Двигуни
- 4.8 л Vortec 4800 V8
- 5.3 л Vortec 5300 V8

## GMT900 (2007—2014)

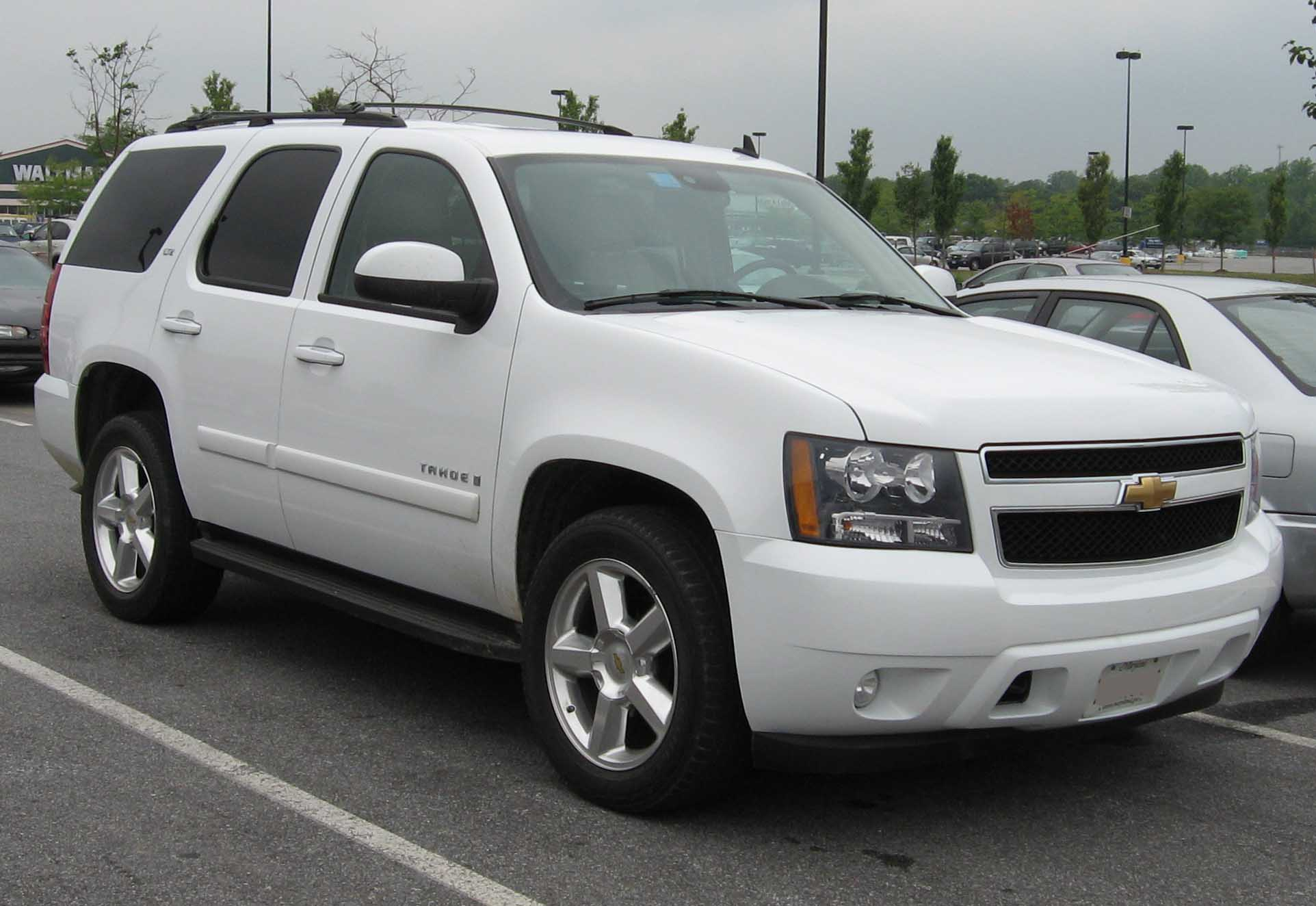
Chevrolet Tahoe 3

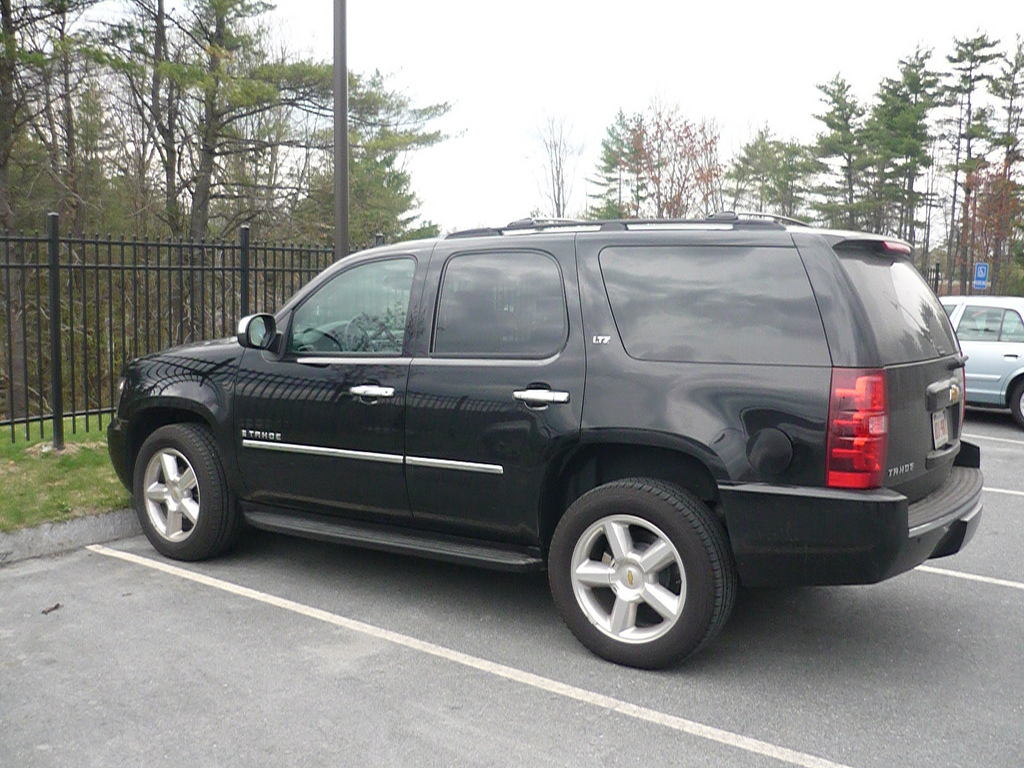
Chevrolet Tahoe 3

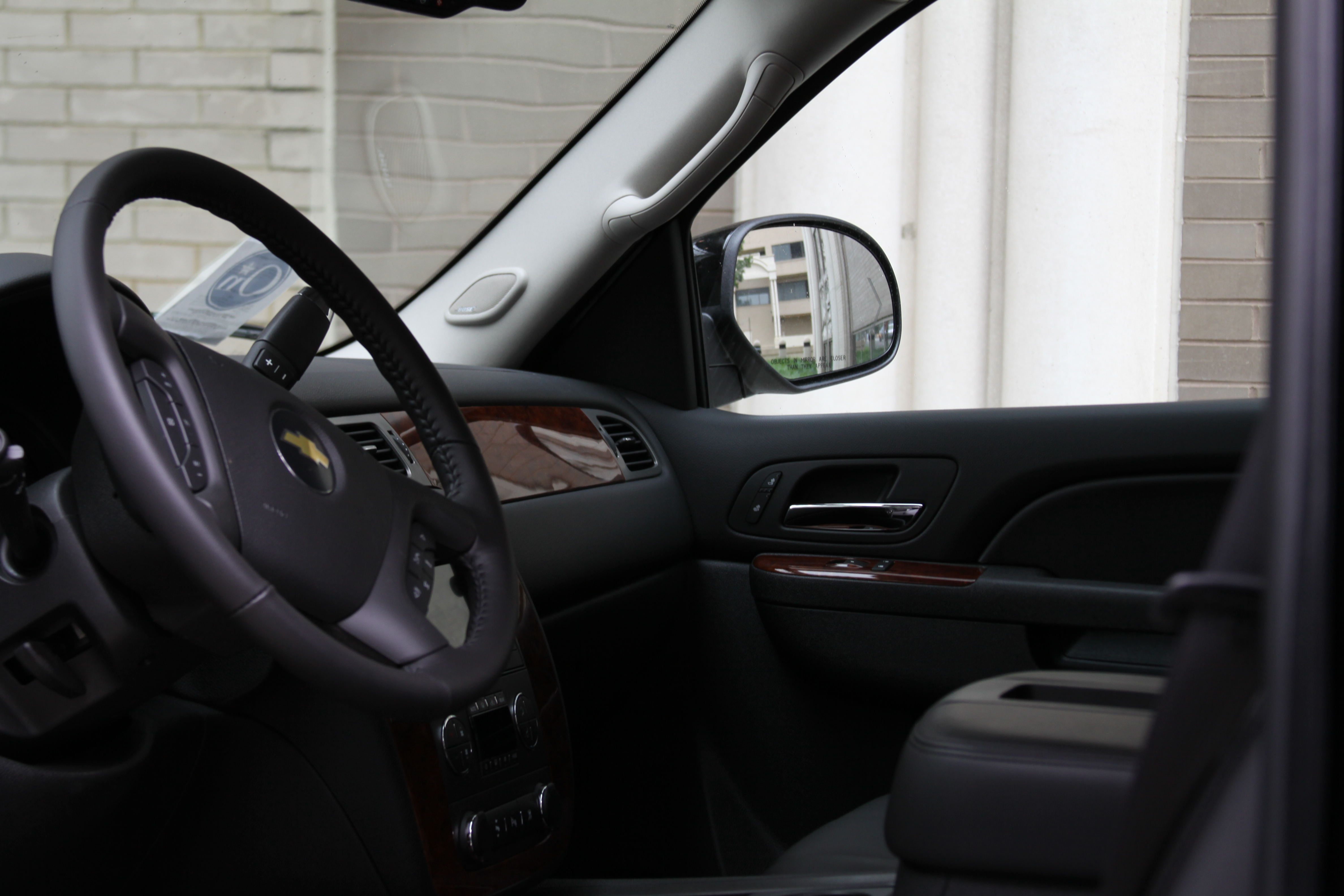

Третє покоління Chevrolet Tahoe представлено в 2007 році. Автомобіль збудовано на новій платформі GMT900 і комплектувався восьмициліндровими V-подібними бензиновими двигуни GM Vortec четвертого покоління робочим об'ємом 4,8 літра і потужністю 290 к.с. (LY2) і робочим об'ємом 5,2 літра і потужністю 320 к.с. (LY5). Всі автомобілі Tahoe оснащувалися автоматичною чотириступінчастою коробкою передач з електронним управлінням. В автомобілях використовувалися три різновиди підвісок: звичайна — ZW7, підвіска з пружинами змінної жорсткості ззаду — Z71 і активна підвіска Z55 (Autoride) з електронно керованими амортизаторами. У верхній частині амортизаторів активної підвіски мався пневмоелементи, що дозволяв підтримувати постійним дорожній просвіт автомобіля.

### Двигуни
- 4.8 л LY2 V8
- 5.3 л LY5 V8
- 5.3 л LMG V8 + етанол
- 6.0 л LFA V8 hybrid
- 6.0 л LZ1 V8 hybrid
- 6.2 л L92 V8
- 6.2 л L9H V8 + етанол
- 6.2 л L94 V8 + етанол

## GMTK2XX (2014—2019)

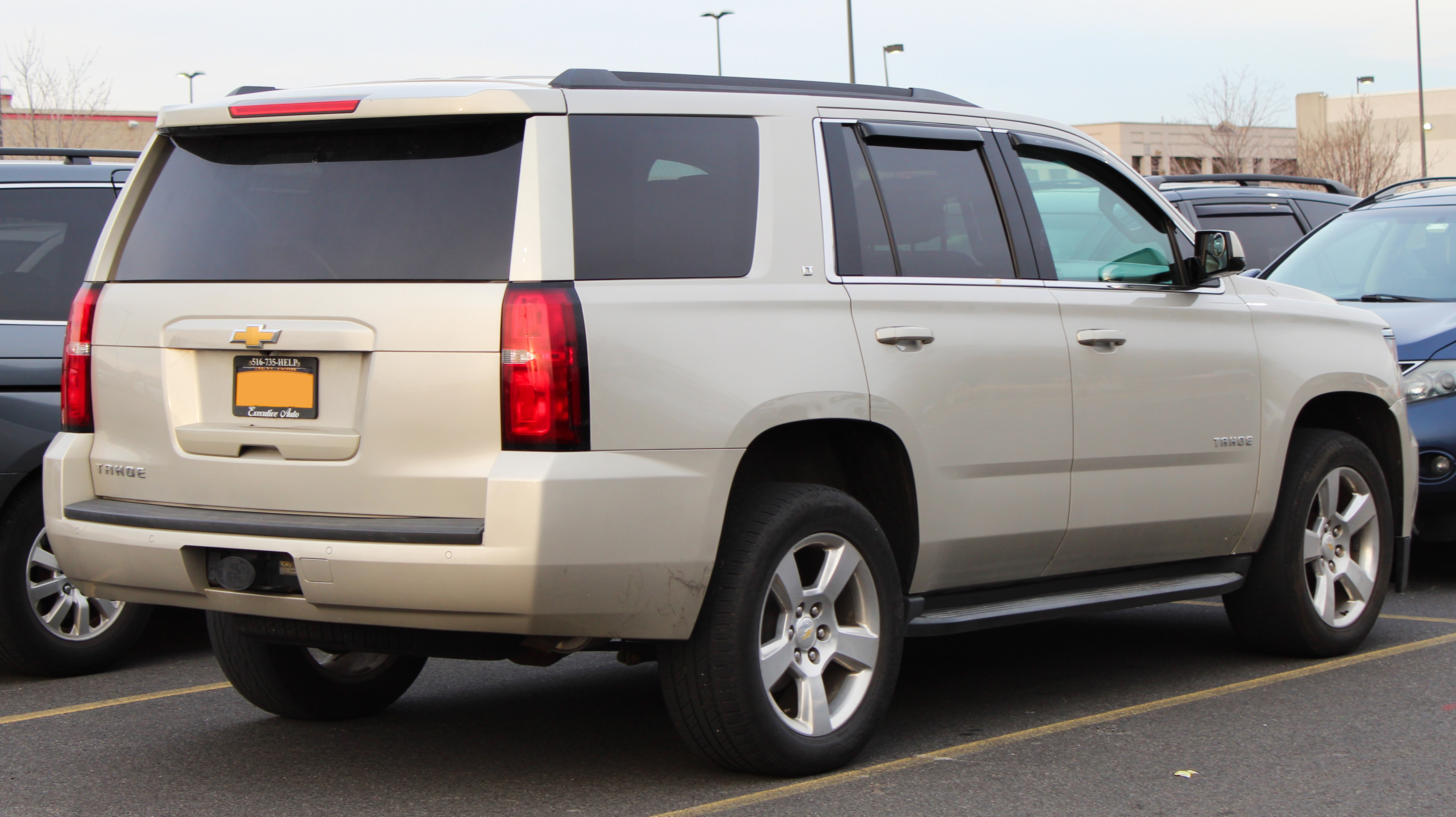
Chevrolet Tahoe 4

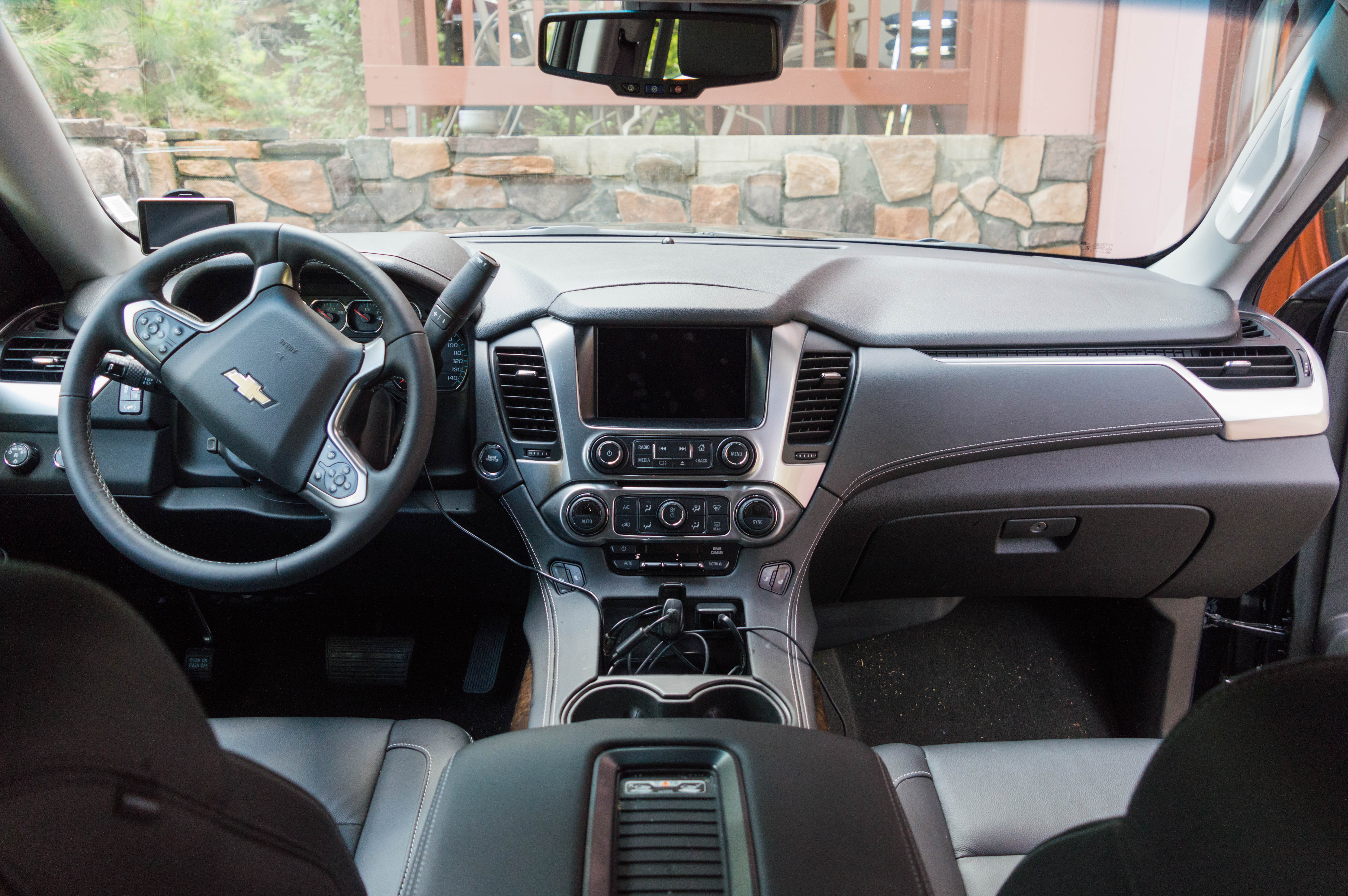

Четверте покоління Chevrolet Tahoe представлено в вересні 2013 року, в продаж надійшов в першому кварталі 2014 року. Виготовляють його на заводі в Арлінгтоні (Техас). Рамний автомобіль збудований на платформі GMTK2XX і комплектується отримав новими бензиновими двигунами EcoTec3 5.3L V-8 FlexFuel (L83), потужністю 355 к.с., крутним моментом 519 Нм, задній або повним приводом і 6-ст автоматичною коробкою передач GM 6L80.
Автомобіль має незалежну пружинну передню підвіску на подвійних поперечних важелях. Для зниження ваги, верхні важелі і поворотні кулаки виготовлені з алюмінієвого сплаву. У підвісці були збільшені буфери стиснення, посилені опори пружин і місця кріплення амортизаторів. Для поліпшення керованості, жорсткість пружин зросла на 30 %. Ззаду використовується пружинна залежна підвіска з чотирма поздовжніми важелями і одним поперечним. Бічна жорсткість підвищена за рахунок того, що поперечний важіль кріпиться до рами за допомогою кульового пальця, а не гумової подушки. Результатом стала краща чутливість рульового управління. Більш широка колія забезпечує стабільність і плавність руху, нова геометрія підвісок покращує управління рухом в повороті, особливо з повним навантаженням.
Підвіска може поставлятися в трьох варіантах виконання. Стандартна підвіска (ZW7) має двотрубні амортизатори, що мають поліпшене демпфірування на низькій швидкості. Опціонна підвіска для важких умов експлуатації (Z85) має датчики і регулює висоту задньої підвіски залежно від навантаження. Спеціальна підвіска (Z95) має можливість змінювати ступінь демпфування в реальному часі. За допомогою датчиків «читається» профіль дороги і за 10-15 мілісекунд змінюється в'язкість рідини в амортизаторах.
Комфорт у салоні забезпечується роздільною системою кондиціонування. Усередині досить багато місця для голови, плечового пояса і ніг, на якому ряду Ви б не знаходилися. Ще однією перевагою автомобіля вважається його багажник, об'ємом 2936 л. 
Стандартна комплектація Шевроле Тахо включає у себе: обшиті тканиною сидіння, Bluetooth, автоматичний клімат-контроль, задній парктронік, антиблокувальну систему гальм, систему запобігання зіткнень, дзеркала з підігрівом, систему контролю смуги руху, 8-дюймовий сенсорний дисплей, інформаційно-розважальну систему MyLink, кнопки управління на кермі, аудіосистему Bose, систему моніторингу сліпих зон, 20-дюймові колеса, передні фари з галогеновими лампами і протитуманні фари.

### Технічні характеристики
Базовий 5.3-літровий V8 двигун на 355 к.с. і 519 Нм у парі з шестиступінчатою АКПП. Така комбінація забезпечує Tahoe бажаною швидкістю і спритністю. Як потужніша альтернатива пропонується 6.2-літровий V8 двигун на 426 к.с. і 623 Нм. Він компонується АКПП на десять ступенів. З базовим двигуном і приводом на задні колеса витрата пального Chevrolet Tahoe перебуває на рівні 14.7 л/100 км у міському, 10.2 л/100 км у заміському і 12.5 л/100 км у змішаному циклах. З повним приводом показники змінюються на 16.8, 12.3 і 14.5 л/100 км відповідно. З 6.2-літровим V8 двигуном і приводом на задні колеса позашляховик витрачає 16.8 л/100 км у місті, 10.2 л/100 км за його межами і 13.5 л/100 км у середньому. З повним приводом витрата зростає до 16.8, 10.7 і 13.7 л/100 км відповідно. Загалом, творіння Chevrolet вирізняється стабільним управлінням і приємною манерою ходу. Хоча рамна конструкція призводить до того, що на поганих ділянках шляху їзда стає не надто комфортною. Незважаючи на розмір маневрувати у Tahoe приємно, подякувати за це треба легкому рульовому управлінню. Буксирує позашляховик Chevrolet Tahoe до 3.900 кг.

### Двигуни
- 5.3 л EcoTec3 V8 FlexFuel
- 6.2 л EcoTec3 V8 FlexFuel (Tahoe RST Performance Pack (2018-))

## GMTT1XX (з 2020)

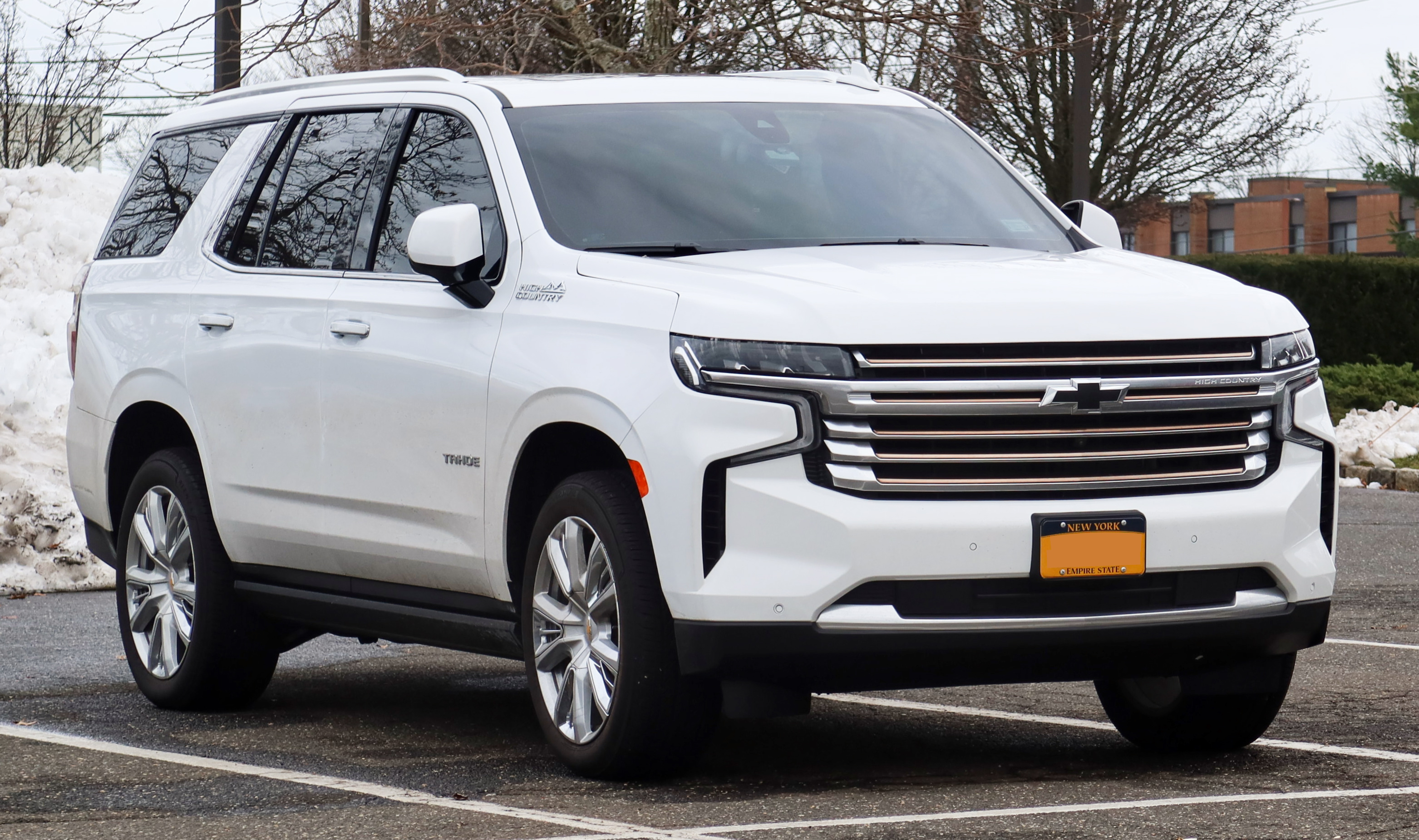
Chevrolet Tahoe 5

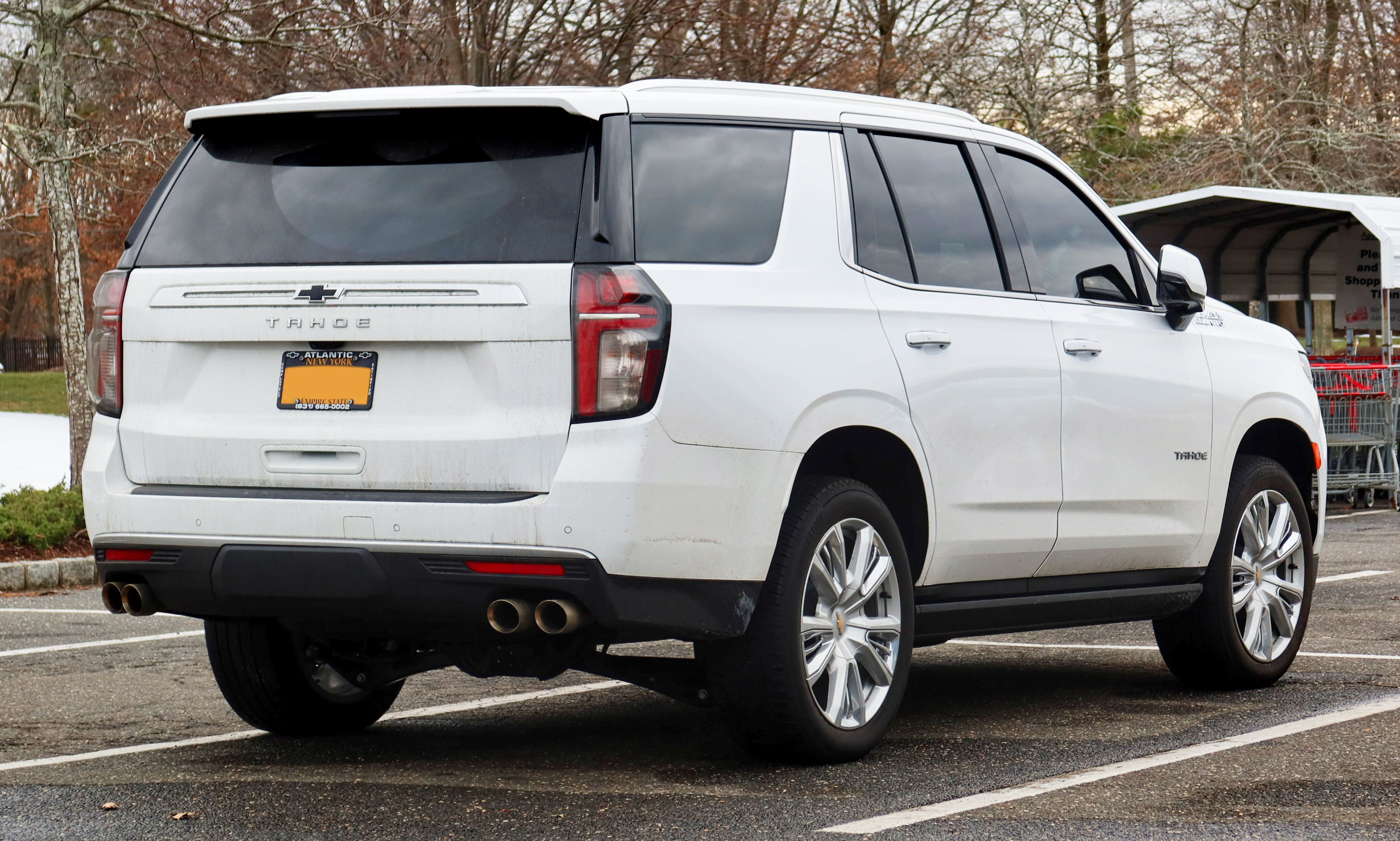

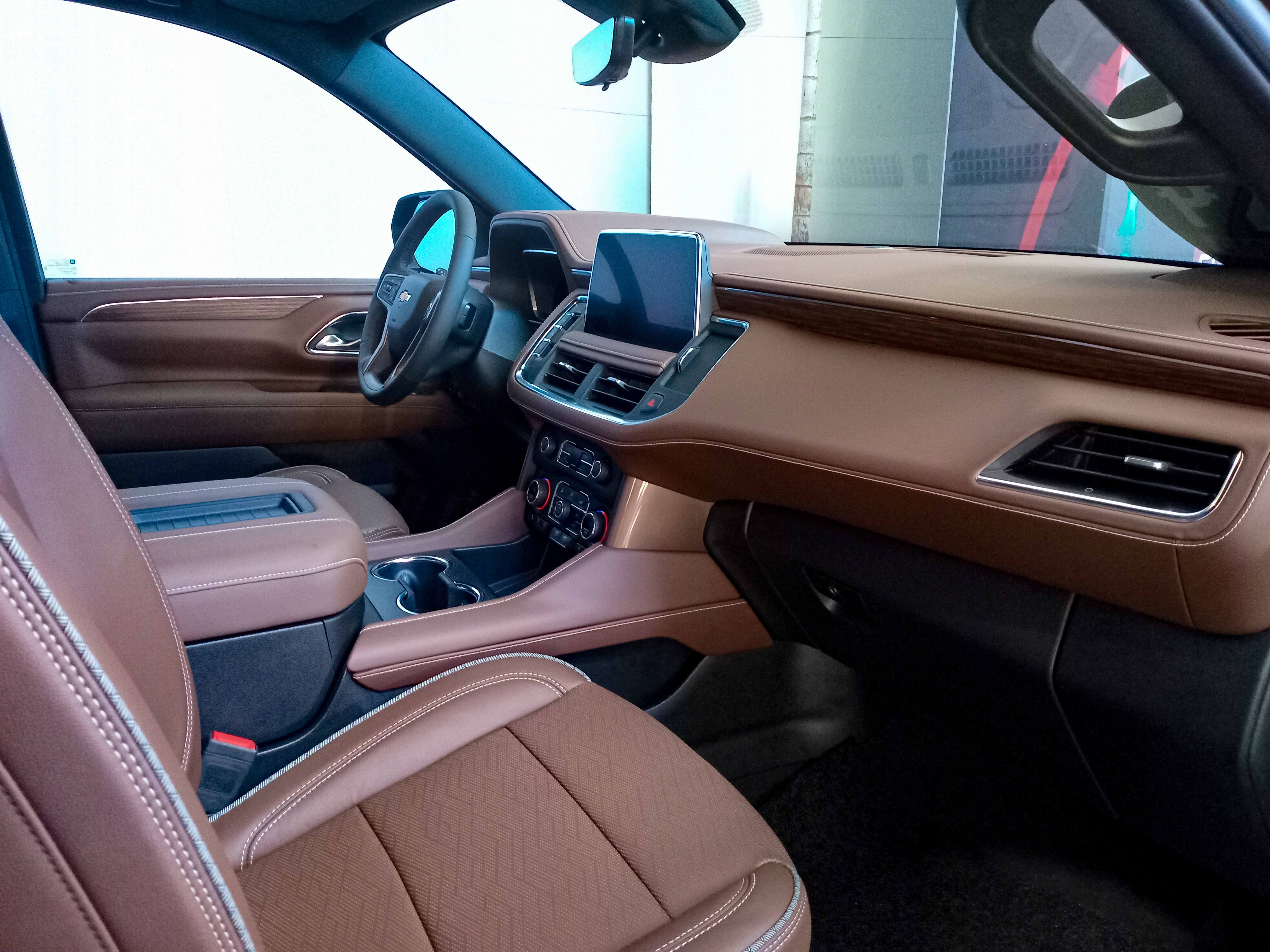

В грудні 2019 року представили п'яте покоління Chevrolet Tahoe. Автомобіль збудовано на платформі T1XX з новою незалежною задньою підвіскою. замість нерозрізного моста, як в попередника. Підвіска оснащаються адаптивними амортизаторами Magnetic Ride Control (стандарт для версій Premier і High Country і опція для Z71). Тут з'явилася нова пневматична підвіска Air Ride Adaptive на обох осях (доступна в комплектаціях High Country і Z71) з вирівнюванням рівня кузова в залежності від навантаження на кожному з чотирьох кутів автомобіля індивідуально і з регулюванням кліренсу в діапазоні 101 мм.
Пневмопідвіска може опускати кузов на 19 мм від середнього положення для поліпшення аеродинаміки на шосейних швидкостях або на 51 мм для посадки пасажирів і завантаження багажу, а піднімати його від середнього ж рівня на 25 мм на малих швидкостях на бездоріжжі (в режимі трансмісії 4WD HI) або на все 50 мм (в режимі 4WD LO).
З 2022 модельного року Chevrolet робить 6,2-літровий 420-сильний двигун V8 доступним для комплектацій Tahoe RST, Z71 та Premier. З 2023 року функція часткового автопілота Super Cruise доступна для топових специфікацій Chevrolet Tahoe. 

### Двигуни
- 5.3 л EcoTec3 V8
- 6.2 л EcoTec3 V8 (RST Tahoe package)
- 3.0 Lл Duramax I6 turbodiesel (не для Z71)

## Продажі в США
| Рік  | Tahoe   | GMC Yukon | Всього  |
| ---- | ------- | --------- | ------- |
| 1998 | 133,235 | 49,355    | 182,590 |
| 1999 | 122,213 | 53,280    | 175,493 |
| 2000 | 149,834 | 56,297    | 206,131 |
| 2001 | 202,319 | 77,254    | 279,573 |
| 2002 | 209,767 | 76,488    | 286,255 |
| 2003 | 199,065 | 86,238    | 285,303 |
| 2004 | 186,161 | 86,571    | 272,732 |
| 2005 | 152,307 | 73,458    | 225,765 |
| 2006 | 161,491 | 71,476    | 232,967 |
| 2007 | 146,259 | 63,428    | 209,687 |
| 2008 | 91,578  | 39,064    | 130,642 |
| 2009 | 73,254  | 29,411    | 102,665 |
| 2010 | 75,675  | 28,781    | 104,456 |
| 2011 | 80,527  | 34,250    | 114,777 |

## Зноски
1. ↑  Як ми тестували Chevrolet Tahoe 2023 року. Automoto.ua. AutoMoto.ua (укр.). Процитовано 19 липня 2023.
2. ↑  mediaOnline. Media.gm.com. 5 січня 2000. Архів оригіналу за 13 березня 2012. Процитовано 19 липня 2009.
3. ↑  mediaOnline. Media.gm.com. 3 січня 2002. Архів оригіналу за 10 березня 2012. Процитовано 19 липня 2009.
4. ↑  GM Media Online. Media.gm.com. 5 січня 2004. Архів оригіналу за 31 серпня 2009. Процитовано 7 серпня 2009.
5. ↑  GM Reports December 2005 and Year Results. Theautochannel.com. 5 січня 2006. Архів оригіналу за 10 березня 2012. Процитовано 1 червня 2009.
6. ↑  GM Media Online. Media.gm.com. 3 січня 2007. Архів оригіналу за 21 червня 2007. Процитовано 1 червня 2009.
7. ↑  GM Media Online. Media.gm.com. 5 січня 2009. Архів оригіналу за 21 лютого 2009. Процитовано 1 червня 2009.
8. ↑  Архівована копія. Архів оригіналу за 21 липня 2013. Процитовано 10 серпня 2010.{{cite web}}:  Обслуговування CS1: Сторінки з текстом «archived copy» як значення параметру title (посилання)
9. ↑  GM U.S. Deliveries for December 2010 - Divisional Brand Level (PDF). GM. Архів (PDF) оригіналу за 7 липня 2013. Процитовано 23 квітня 2012.
10. ↑  Архівована копія (PDF). Архів оригіналу (PDF) за 2 липня 2013. Процитовано 9 травня 2012.{{cite web}}:  Обслуговування CS1: Сторінки з текстом «archived copy» як значення параметру title (посилання)